# 10 Minutes
Singles de Inna
Amazing (chanson d'Inna)
(2009) Sun Is Up
(2010)
10 Minutes est un single par la chanteuse roumaine Inna. Il est tiré de son premier album Hot. Il est sorti en 2010.

## Liste des pistes et formats
10 Minutes (Official Remixes)
1. "10 Minutes (UK Radio Edit Version)" - 2:34
2. "10 Minutes (Play & Win Radio Edit)" - 3:19
3. "10 Minutes (Play & Win Club Remix)" - 4:07
4. "10 Minutes (Hi Def Radio Edit)" - 3:31
5. "10 Minutes (Hi Def Club Remix)" - 5:24
6. "10 Minutes (Hi Def Dub)" - 5:26
7. "10 Minutes (Liam Keegan Radio Edit)" - 3:50
8. "10 Minutes (Liam Keegan Club Remix)" - 6:59
9. "10 Minutes (DJ Feel Radio Edit)" - 3:37
10. "10 Minutes (DJ Feel Club Remix)" - 6:33
11. "10 Minutes (Chris Garcia Radio Edit)" - 3:37
12. "10 Minutes (Chris Garcia Club Remix)" - 6:18
13. "10 Minutes (Odd Radio Edit)" - 3:27
14. "10 Minutes (Odd Club Remix)" - 6:03
15. "10 Minutes (XNRG Remix)" - 4:48
16. "10 Minutes (Breeze & Klubfiller Remix)" - 5:12

## Classements
| Classement (2010)               | Meilleure position |
| ------------------------------- | ------------------ |
| Belgique (Flandre Ultratip 100) | 15                 |
| Belgique (Wallonie Ultratip 50) | 17                 |
| République tchèque              | 10                 |
| France (SNEP)                   | 8                  |
| Hongrie (Dance Top 40)          | 5                  |
| Pays-Bas (Single Top 100)       | 76                 |
| Pays-Bas (Nederlandse Top 40)   | 18                 |
| Pologne                         | 12                 |
| Roumanie (Romanian Top 100)     | 11                 |

| Classement (2010) | Position |
| ----------------- | -------- |
| Roumanie          | 42       |

## Historique de sortie
| Pays        | Date              | Format                 | Label             |
| ----------- | ----------------- | ---------------------- | ----------------- |
| Roumanie    | 25 janvier 2010   | Radio                  | Roton             |
| Belgique    | 27 août 2010      | Téléchargement digital | ARS Entertainment |
| Pays-Bas    | 25 septembre 2010 | Téléchargement digital | Spinnin' Records  |
| États-Unis  | 9 novembre 2010   | Téléchargement digital | Ultra Records     |
| France      | 6 décembre, 2010  | CD single              | Universal         |
| Royaume-Uni | 6 février 2011    | Téléchargement digital | Universal         |